# Archidiecezja Mount Hagen
Archidiecezja Mount Hagen (łac.: Archidioecesis Montis Hagensis, ang.: Archdiocese of Mount Hagen) – katolicka archidiecezja w Papui-Nowej Gwinei. Siedziba arcybiskupa znajduje się w katedrze św. Trójcy w Mount Hagen. 

## Historia
18 czerwca 1959 papież Jan XXIII erygował wikariat apostolski Mount Hagen. 15 listopada 1966 został on podniesiony do rangi diecezji, a 18 marca 1982 do rangi archidiecezji Mount Hagen.

## Ordynariusze
- George Elmer Bernarding SVD (1959 - 1987)
- Michael Meier SVD (1987 - 2006)
- Douglas Young SVD (2006 - 2025)
- Clement Papa (od 2025)

## Główne kościoły
- Katedra: Katedra św. Trójcy w Mount Hagen.